# Тип 83 (САУ)
Тип 83 (військове позначення PLZ-83) — китайська 152-мм самохідна артилерійська установка, одна із перших САУ, створених в КНР. Тип 83 фактично була аналогом радянської 2С3 «Акація». Зараз Тип 83 в армії КНР замінюється на сучасну САУ PLZ-05.

## Історія створення
В 1970-х роках артилерійські війⲥька КНР були озброєні переважно радянськими буксированими гаубицями і їх китайськими копіями. Це не влаштовувало військове керівництво країни і в 1979 році була розпочата розробка 152-мм САУ. Головним розробником було призначено конструкторське бюро Заводу №674 у Харбіні. Перший дослідний зразок був виготовлений до лютого 1980 року, а потім відправлений на випробування. За результатами випробувань до липня 1982 року було виготовлено другий зразок. До 1983 року випробування були завершені і того ж 1983 року САУ була прийнята на озброєння, звідси і її назва — Тип 83. Серійне виробництво тривало із 1983 по 1990 роки. Усього за період виробництва було випущено 780 одиниць.

## Опис
Корпус машини зварений із сталевих броньових катаних листів та поділений на три відділення: силове (моторно-трансмісійне), відділення управління та бойове. У передній частині корпусу по правому борту розташоване моторно-трансмісійне відділення. Ліворуч від нього знаходиться місце механіка-водія з органами управління шасі. У середній та кормовій частинах корпусу розташовується бойове відділення. На даху корпусу на кульковий погон встановлена зварена башта. У башті встановлена гармата, а також місця екіпажу. По правому борту розміщуються робочі місця двох заряджаючих. Перед заряджаючим встановлена поворотна вежа з зенітним кулеметом. По лівому борту в передній частині башти встановлено сидіння навідника та прицільні пристрої. За навідником розміщено місце командира САУ. У бортах та кормовій частині САУ знаходяться люки для виходу членів екіпажу назовні, або завантаження боєприпасів у САУ. Бічні дверцята також обладнані бійницями для стрілянини з особистої зброї екіпажу.

### Озброєння
Основне озброєння Тип 83 — 152-мм гаубиця Тип 66 (китайська копія Д-20). Максимальна дальність стрільби осколково-фугасним снарядом становить 17,23 км, а активно-реактивним — до 21,8 км. Скорострільність – 5 пострілів за хвилину. Боєкомплект — 30 пострілів роздільно-гільзового заряджання. Додатково на башті встановлений 12,7-мм кулемет QJC-88 (китайська копія ДШК).

## Оператори
- КНР - 390, станом на 2016 рік [3].
- Ірак - 18, станом на 2016 рік [4].